# Басмылы
Басмылы также басмилы — (др. тюрк. ‏𐰉𐰽𐰢𐰞‎, Basmïl; кит. 拔悉蜜, пиньинь báxīmì) племенное объединение, образовавшееся в Восточном Туркестане (в районе Бешбалыка) от смешения кочевых племен с местными группами тохарского происхождения. Само слово басмыл переводится с тюркского как «те кто сокрушают» (*бас- давить, крушить; *-мыл суффикс существительного). После разгрома второго восточно-тюркского государства создали неустойчивый каганат, который в 747 был уничтожен уйгурами.
«Сорокаплеменными басмылами» названы они в уйгурской надписи из Могон Шине Усу (760).
Были вассалами Восточно-Тюркского каганата, вожди носили титул идикут — «священное величие», назначались из рода Ашина.

## История
В 720 году наместник Ордоса планировал отправить военную экспедицию в район реки Кера (возм., регион Иртыша), чтобы застать тюрков врасплох. При этом предполагалось заручиться помощью племен кумоси и катаев на востоке и басмылов на западе.
Басмылы прибыли первыми, но, не обнаружив союзников, поспешили ретироваться. В 120 километрах от Урумчи, Тоньюкук преследовавший басмылов, разделил тюркскую армию на две части — первая должна была захватить город врасплох, пройдя по редко используемой дороге, а второй предстояло напасть на басмылов. План оказался удачным, басмылы были разбиты. На обратном пути Тоньюкук взял Ланьчжоу и увел целые табуны лошадей и многочисленные стада овец.
В 742 году уйгуры, карлуки и басмылы объединившись, уничтожили Восточно-Тюркский каганат. Вождь басмылов Ашина Седе Иши, был провозглашен верховным правителем нового государства и принял титул каган. Но в 744 году объединённые силы уйгуров и карлуков разбили басмылов и убили кагана.
В 752 году, басмылы вместе с енисейскими кыргызами и тюргешами стали союзниками карлукского ябгу (также из рода Ашина) в борьбе с Уйгурским каганатом за восстановление Восточно-Тюркского каганата. Война не имела успеха для союзников. Ябгу карлуков оставил надежды на каганат и прекратил «войну за тюркское наследство». Итогом стало подчинение басмылов и енисейских кыргызов Уйгурскому кагану и потерей статуса иддикутства.
Окончание Кыргызского Великодержавия и смута в Китае заставили басмылов сдвинуться на запад. В XI в. басмылы кочевали в Джунгарии по соседству с племенами каи, байырку и ябаку.
В представлении В. В. Ушницкого басмылы являются потомками части племени бома, ушедшей в Восточный Туркестан. Собственно бома им отождествляются с носителями синкретичной культуры таёжных тюрков в Южной Сибири и тюрко-монголов в Прибайкалье. У Махмуда Кашгарского басмылы причисляются к народам «не чисто турецким», говорящих на особом языке, хотя знающих также и тюркский. По мнению некоторых авторов, их языком мог быть один из диалектов монгольской группы.

## Шары
В зоологическом трактате Шарафа аз-Замана Тахира Марвази «Табаи ал-хайуан» («Природа животных») есть дополнение по этнографии и истории. В нём описываются история огузских племен:

Среди них (тюрок) есть группа племен, которые называются кун, они прибыли из земли Кытай, боясь Кыта-хана. Они были христиане-несториане. Свои округа они покинули из-за тесноты пастбищ. Из них был хорезмшах Икинджи ибн Кочкар. За кунами последовал народ каи. Они многочисленней и сильнее их. Они прогнали их с тех пастбищ. Куны переселились на землю шаров, шары переселились на землю туркменов (семиреченские карлуки). Туркмены переселились на земли огузов, а огузы переселились на земли печенегов, поблизости от Армянского (Чёрного) моря.
Дополнение к основному рассказу, имеющемуся в другой главе сочинения Марвази, касается шары. В то время как основная масса шары, тесня туркмен-карлуков, двигалась к Сырдарье, другие из них остались в Восточном Туркестане: «Путник, идущий в Китай, на расстоянии полумесяца пути из Санджу (Дуньхуан) достигает племени шары, которая известна под именем их вождя, а он — басмыл». Далее добавляется, что шары убежали в эти места «от ислама, боясь обрезания».

## Борьба за веру
Около 960 года, Караханиды начали войны против «неверных» соседей на севере и востоке. Врагами были уйгуры-идолопоклонники, ограки (йемеки). Но самым страшным врагом Караханидов был союз трех племен: басмылы, чомулы и ябаку, а также соседи ябаку — каи. Их земли в 7-8 веках протянулись от восточной части Семиречья, через Тарбагатай, Северную Джунгарию, Алтай до Оби.
В эпических отрывках, собранных Махмудом Кашгари инициаторами войн изображаются ябаку (алтайская ветвь карлуков), чомулы (чуми китайских источников) и басмылы, которых уйгурская руническая надпись начала IX века называет «сорокаплеменные басмылы».
Бек басмылов и вождь ябаку Бёке-Будрач, особенно досаждал мусульманам. В сохранившемся отрывке сказании о решающей битве мусульман с Будрачем, говорится о 700 тыс. войске кафиров и 40 тыс. войске мусульман под предводительством Арслан-тегина. Победа была за мусульманами, «Великий Змей» Будрач был пленен. Вот отрывок из речи гази накануне битвы:
Припустим-ка мы коней на рассвете,

Будем искать крови Будрача,

Сожжем-ка мы бека басмылов

Пусть теперь собираются йигиты (джигиты).

## Возможные потомки

### Аргыны
Существует версия, озвученная Н. А. Аристовым, согласно которой басмылы являются предками аргынов.
Версия косвенно подкрепляется описанием Марко Поло страны, которую он назвал «Тендук». Поло сообщил, что в стране присутствуют христиане-несториане, однако преобладающим племенем являются отпрыски идолопоклонников Тендука и последователей Магомета, именуемые «Аргоны»: «Они красивее других жителей страны, и, обладая многими способностями, они часто достигают власти; из них выходят умелые торговцы». Описанное Поло местоположение племени точно повторяет указанное в Цзы чжи тун цзянь местоположение басмылов.

### Басызы
А. Мокеев выдвинул гипотезу «о происхождении киргизского племени басыз из круга лесных племен Алтая, которые мигрировали туда после распада некогда могущественного союза племен басмылов». По мнению А.Мокеева, басмылы были инкорпорированы в состав алтайских киргизов. Этноним «басмыл» он отождествляет с киргизским «басыз».

### На русском языке
- С. Г. Кляшторный, Т. И. Султанов. Казахстан. Летопись трех тысячелетий. Алма-Ата «Рауан» 1992 г.
- Эдуард Паркер Татары. История возникновения великого народа. — М.: ЗАО «Центрполиграф», 2008. — (Загадки древних цивилизаций). ISBN 978-5-9524-3631-2
- Л. Н. Гумилёв Древние Тюрки Архивная копия от 7 ноября 2007 на Wayback Machine

### На иностранных языках
- Peter B. Golden. An Introduction to the History of the Turkic Peoples: Ethnogenesis and State-formation in Medieval and Early Modern Eurasia and the Middle East. — O. Harrassowitz, 1992. — 483 с. — ISBN 978-3-447-03274-2.